# That Night (пісня)
«That Night» (з англ. У цю ніч) — пісня у виконанні латвійської групи Carousel, що представляли Латвію на Пісенному конкурсі Євробаченні 2019 року, що проходив у Тель-Авіві, Ізраїль.

## Євробачення
16 лютого 2019 року стало відомо, що гурт Carousel представить Латвію на Євробаченні 2019 року після перемоги у національному відборі Латвії Supernova 2019. Пісня «That Night» стала лідером за голосуванням журі та посіла 2-е місце за рішенням телеглядачів.
28 січня 2019 відбулося жеребкування, яке визначило, що Латвія стане учасницею другого півфіналу першої половини шоу Пісенного конкурсу Євробачення 2019. У квітні того ж року було визначено порядкові номери країн, які встановлюють чергу виступів у півфіналах. Так, 16 травня 2019 року Carousel виступили під 5 номером.
Пісня «That Night» отримала 37 балів від журі та 13 балів від глядачів, що принесло країні 50 балів у сумі. Латвія посіла 15-те місце у своєму півфіналі та не змогла кваліфікуватися до фіналу конкурсу.